# Walter Knoll (Unternehmen)
Der Möbelhersteller Walter Knoll & Co. GmbH wurde im August 1925 in der damals noch selbständigen Stadt Feuerbach, heute ein Stadtbezirk von Stuttgart, in der Cannstatter Straße gegründet. Gründer und Gesellschafter waren Walter Knoll und Paul Hahn. Stiller Teilhaber und Hauptfinanzier war Karl Vollmoeller, Schwager von Walter Knoll.

## Geschichte
Dank der unterschiedlichen Expertise der Gründer und des Finanziers sowie deren guter Vernetzung in Deutschlands Architektur-, Design- und Industriekreisen gelang dem jungen Unternehmen ein Achtungserfolg anlässlich der 1927 vom Deutschen Werkbund initiierten Ausstellung „Die Wohnung“, aus der die Stuttgarter Weißenhofsiedlung hervorging.
1928 stellte die Firma das von Mitgründer und Designer Paul Hahn und Innenarchitekt Walter Schneider entwickelte prodomo-Polstermöbel-System vor, das bis zur Machtübernahme durch die Nazis im März 1933 zum Hauptumsatzträger des jungen Unternehmens avancierte. Als avantgardistisches Unternehmen, mit engen Beziehungen zum Deutschen Werkbund und zum Bauhaus, entwickelte die Möbelfabrik zwischen 1929 und 1933 eine Vielzahl moderner Stahlrohr-Möbel, die es als erstes Unternehmen seriell in hohen Stückzahlen fertigte.
Nachdem die Nazis moderne Inneneinrichtungen untersagten, geriet das Unternehmen in wirtschaftliche Probleme, die sich Ende 1936 noch steigerten, als Paul Hahn, Chefdesigner und Erfinder des prodomo-Systems, ausschied, um eine leitende Funktion bei der Robert Bosch AG zu übernehmen. Ohne erneute massive finanzielle Unterstützung durch seinen Schwager Karl Vollmoeller wäre die Fa. Walter Knoll im Lauf 1937 insolvent geworden. Doch Vollmoeller schenkte seinem Schwager eine seiner württembergischen Fabriken, die im ländlichen Herrenberg, mitsamt einem riesigen Industriegrundstück, das damals wie später den Banken als Pfand für Kredite diente.
Der Neubeginn in Herrenberg ab 1937 kam gerade in Schwung, als Hitler den Zweiten Weltkrieg vom Zaun brach und die Firma 1939 unter Zwangsverwaltung stellte, um sie zur Kriegsproduktion zu nutzen. Der Flugzeugbauer Klemm aus Böblingen produzierte bei Knoll in Herrenberg für die Nazis Bauteile der sog. Wunderwaffen. Wegen des Krieges wurden die Arbeitskräfte durch kriegsgefangene Zwangsarbeiter ersetzt. Walter Knoll fungierte in diesen Jahren als Angestellter bei Klemm. 1943 wurde die Fabrik bei Bombardements der Alliierten stark beschädigt. Bis 1945 lag der Betrieb weitgehend darnieder.
Dank Walter Knolls Sohn Hans Knoll, der 1937 in die USA ausgewandert war und dort die Möbelfabrik Hans G. Knoll gegründet hatte, die nach dem Krieg die Tochterfirma Knoll International gründete, erhielt Walter Knoll sehr schnell eine neue Betriebserlaubnis. (Hans Knoll war Berater für das Pentagon und mit dem Kriegsminister befreundet, dem seine Fa. das Büro eingerichtet hatte)
Dank finanzieller Unterstützung durch Sohn Hans und Material- wie Möbeldesignlieferungen aus den USA konnte die Fabrik 1947 mit der Wiederaufnahme der Produktion starten. Dank der vom dänischen Designer Jens Risom entworfenen Vostra-Serie fasste die Fabrik im Nachkriegsdeutschland rasch wieder Fuß. Nachdem Hans Knoll 1955 auf Kuba ums Leben gekommen war, wurde durch seine Exfrau und Nachfolgerin bei Knoll International die Zusammenarbeit mit Walter Knoll umgehend beendet und Robert Knoll, Hans Bruder, als Geschäftsführer der deutschen Knoll Int. entlassen. Dank zahlreicher öffentlicher Aufträge durch Zusammenarbeit mit führenden deutschen Architekten und Möbeldesignern, erlangte Walter Knoll ab den 1960er Jahren sowohl nationale wie internationale Bedeutung.
1966 ging die Geschäftsführung von Walter Knoll auf Sohn Robert Knoll über, der sich 1983 zurückzog und die Geschäfte seinem Sohn Michael und Cousin Stefan Combe überließ. 1985 übernahm Walter Knoll die Namens- und Markenrechte an der insolvent gegangenen Wilhelm Knoll Fabrik. 1993 wurde das in finanziellen Schwierigkeiten befindliche Unternehmen Walter Knoll an die Konkurrenzfamilie Rolf Benz verkauft, die seitdem das Unternehmen besitzt und leitet.